# Actinotia perspicillaris
Actinotia perspicillaris är en fjärilsart som beskrevs av Carl von Linné 1761. Actinotia perspicillaris ingår i släktet Actinotia och familjen nattflyn. Inga underarter finns listade i Catalogue of Life.